# Nelu Dumitrescu
Ioan Dumitrescu (n. 5 noiembrie 1954, București), mai cunoscut ca Nelu Dumitrescu, este un baterist român de muzică rock, membru fondator al formației Iris, alături de chitaristul Ion (Nuțu) Olteanu și basistul Emil (Brando) Lechințeanu, în anul 1977. După scindarea din 2017 a formulei clasice Iris, continuă să activeze cu aripa Iris Nelu Dumitrescu, al cărei lider este.

## Activitate muzicală
Aproape întreaga activitate muzicală a lui Nelu Dumitrescu este legată de Iris, muzicianul lipsind doar aproximativ un an din formația pe care a înființat-o, și anume între 1980–1981, perioadă în care a cântat cu Roșu și Negru (unde l-a înlocuit de Dorel Vintilă Zaharia). Pe parcursul acestui an, locul său în Iris a fost suplinit, pe rând, de Gelu Ștefan, Valeriu Neamțu „Gălăgie” și Nicky Dinescu. La Roșu și Negru, a participat la înregistrarea câtorva piese: „Amurgul” – inclusă mai târziu pe LP-ul Culori, „Voinicul” – ce figurează pe LP-ul ...Pseudofabulă, „Când mă privești” (sau „Gândul meu”) – needitată pe vreun disc, „Mă întorc acasă” – preluată din repertoriul Iris și cântată doar în concerte.
Însă primele înregistrări la care a participat Nelu Dumitrescu sunt cele trei piese imprimate de Iris în vara anului 1977 în studioul 5 al Radiodifuziunii Române, și anume: „Țara adevărului”, „Ape curgătoare” și „Lumina zilei”, primele două păstrându-se până astăzi, în timp ce „Lumina zilei” nu a mai putut fi găsită în arhiva instituției. În prealabil, tânărul toboșar debutase pe scenă la Clubul de la ora 7 din București, după luni bune de repetiții și studiu (de la 8 la 10 ore pe zi), alături de ceilalți doi componenți din formula inițială Iris. Prima apariție a lui Nelu pe un disc se produce în 1979, odată cu editarea de către Electrecord a compilației Formații de muzică pop 3 ce include melodia „Corabia cu pânze”, înregistrată de Iris în anul precedent în studioul muzical al Televiziunii Române.
Nelu Dumitrescu este prezent pe toate produsele discografice realizate de Iris, de la primul album (apărut pe piață în anul 1984, la Electrecord), până la cel mai recent disc, Lumea toată e un circ (lansat la MediaPro Music în toamna lui 2018) – în total fiind vorba de peste 25 de materiale discografice editate pe disc de vinil, casetă audio, CD, DVD și VHS. Pe lângă susținerea partiturilor de baterie, apare și în calitate de compozitor (singur sau împreună cu ceilalți membri). Piesele Iris a căror muzică este semnată integral de Nelu Dumitrescu (conform informațiilor tipărite pe copertele discurilor) sunt: „Spre ziuă” (de pe primul album), „Tot zbor”, „Doar amintirea”, „Lumea vrea pace” (pe Iris II), „Viața e totul”, „Ore târzii” (pe Iris III – Nu te opri!), „Totul sau nimic”, „Tu, doar tu” (pe al patrulea disc), „Demagogi”, „O viață de om” (incluse pe albumul Lună plină). Începând cu 1997, toate piesele Iris sunt declarate ca fiind compoziții comune ale tuturor membrilor. Pe lângă materialele discografice editate, Nelu Dumitrescu a susținut cu Iris mii de concerte în toată țara și peste hotare.
În discografia Iris se găsesc câteva solouri de baterie, realizate de Nelu Dumitrescu, singur sau în colaborare cu alți muzicieni:
- „Tot zbor (Nelu-minat!)” — pe albumul Iris 20 de ani (1997), înregistrare live la Sala Polivalentă, București, 17 octombrie 1997.
- „Bolero / Rhythm Fiesta” — pe albumul Iris Athenaeum (2000) și pe DVD-ul Iris Digital Athenaeum (2001), înregistrare live la Sala Palatului, București, 27 octombrie 2000, în colaborare cu Ovidiu Lipan Țăndărică (baterie), Aristides „Ati” Orlando (percuție latină) și Symphonic Light Orchestra.
- „Neluminat” — pe maxi-single-ul Da, da, eu știu! (2002), înregistrare live la Sala Sporturilor, Brașov, 16 mai 1997.
- „Peter Gunn” — pe albumul I.R.I.S. 4Motion (2003), înregistrare de studio, în colaborare cu Cristi Lucian Dumitrescu – fiul lui Nelu (baterie).
- „Bolero; Nelu-minat” — pe DVD-ul Iris Aeterna – Dăruind vei dobândi (2010), înregistrare live la Sala Polivalentă, București, 8 octombrie 2009.

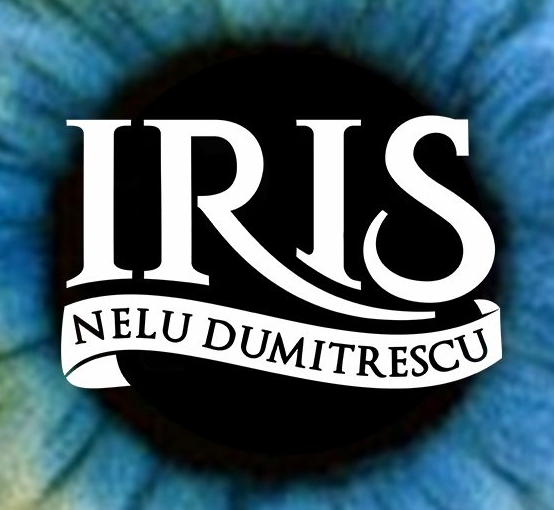
Sigla formației Iris Nelu Dumitrescu

La sfârșitul lunii august 2017, trei vechi componenți Iris, solistul Cristi Minculescu, chitaristul Valter Popa și basistul Doru Borobeică (Boro), părăsesc formația. În acest context, Nelu Dumitrescu anunță că grupul își va continua activitatea sub numele de Iris, dar într-o componență diferită care, alături de mai vechiul claviaturist Relu Marin, va include muzicieni noi. Astfel, alături de Nelu Dumitrescu și Relu Marin, formula Iris este completată de vocalistul Costi Sandu și basistul George Costinescu (ambii activând la acel moment în grupul M.S. al lui Doru Istudor), chitaristul Alin Moise (fost component Gothic și Kempes), Cristi Dumitrescu (fost membru Voodoo, fiul lui Nelu) și Nuțu Olteanu (stabilit în Suedia, motiv pentru care participă doar la concertele importante și la înregistrări). La 21 septembrie 2017 este lansată prima piesă Iris în noua componență, „Poți spune orice”, pe versurile lui George Costinescu și înregistrată cu două seturi de tobe, ritmul sincron fiind asigurat de Nelu și Cristi, tată și fiu. Acest single, ce marchează începutul unei noi etape în istoria grupului, este însoțit de un videoclip realizat de George Petroșel în studioul Stage Expert și publicat la 15 octombrie.
Tot în 2017, Nelu Dumitrescu este dat în judecată de foștii lui colegi – Cristi Minculescu, Valter Popa și Doru Borobeică – pentru dreptul de folosință a mărcii Iris, înregistrată la OSIM de către baterist, în nume propriu, în anul 2005. În primă instanță, Nelu Dumitrescu a pierdut procesul, judecătorii dispunând anularea mărcii. Ulterior, procesul a ajuns la Curtea de Apel București, fiind finalizat la începutul lunii iulie 2020 prin împăcarea părților după ce foștii colegi au ajuns la un compromis cu privire la folosirea mărcii Iris. Astfel, prin „contractul de tranzacție” depus în instanță, părțile au convenit cum va fi folosită marca Iris în continuare pentru a nu crea confuzie în rândul publicului. Conform înțelegerii, fiecare dintre părți are dreptul să folosească marca Iris: una dintre trupe va activa sub numele de Iris Cristi Minculescu, Valter & Boro, iar cealaltă sub denumirea de Iris Nelu Dumitrescu. „Un alt format”, single lansat pe data de 17 iulie 2020, reprezintă prima piesă apărută sub noua titulatură Iris Nelu Dumitrescu.

## Distincții
Pe 5 octombrie 2007, într-o ceremonie desfășurată la Palatul Cotroceni, Ioan Dumitrescu, împreună cu ceilalți patru membri ai trupei Iris, au fost decorați de Traian Băsescu, președintele României, cu Ordinul „Meritul Cultural” în grad de Cavaler „pentru contribuția adusă timp de 30 de ani la promovarea muzicii rock”. A fost pentru prima dată când în România șeful statului a acordat o astfel de decorație unei formații de muzică rock.